# Райт, Джим
Джеймс Клод Райт-младший (англ. James Claude Wright, Jr.; 22 декабря 1922, Форт-Уэрт, Техас, США — 6 мая 2015, там же) — американский государственный деятель, спикер Палаты представителей США (1987—1989).

## Биография
Родился в семье продавца. Учился в Колледже Ведерфорда и Техасском университете в Остине, однако так и не получил диплом бакалавра. Участвовал в Второй мировой войне в качестве пилота, принимал участие в боевых действиях в южной части Тихого океана. Был награждён Крестом лётных заслуг. Его мемуары о военных годах «The Flying Circus: Pacific War — 1943 — As Seen Through A Bombsight» были опубликованы в 2005 году.
После войны он поселился в Ведерфорде и основал консалтинговую компанию, специализировавшуюся на выставочной деятельности. В эти годы вступил в Демократическую партию. Являлся членом Палаты представителей Техаса, нижней палаты законодательного собрания штата с 1947 по 1949 годы. В 1950—1954 годах являлся мэром Ведерфорда, в 1953 г. был избран председателем Ассоциации муниципалитетов штата Техас.
С 1955 по 1989 годы избирался членом Палаты представителей Конгресса США. Во время своего пребывания в Конгрессе отказался подписать Южный манифест, который содержал положения против расовой интеграции в государственных учреждениях. В то же время в 1957 году он проголосовал за «Закон о гражданских правах», согласно которому был создан отдел по гражданским правам при Министерстве юстиции США и Комиссия по соблюдению равноправия при трудоустройстве. В 1964 году отказался поддержать «Закон о гражданских правах», который устанавливал принципы десегрегации в общественных местах и равные возможности в трудоустройстве. В 1979 г. добился принятия неоднозначно воспринятой так называемой поправки Райта, устанавливавшей конкурентные преимущества для аэропорта Далласа. Лишь в 2006 году Конгресс принял решение о поэтапной отмене этого законодательного акта. Также являлся сторонником создания Сверхпроводящего Супер Коллайдера в техасском Ваксахачи.
Он был лидером большинства в Палате представителей с 1977 по 1987 год. В 1988 году являлся председателем съезда партии — Демократической национальной конвенции.
В 1989 году подал в отставку на фоне расследования дела о нарушении этики в его деятельности, связанные с поступлением пожертвований. Согласно докладу специальной комиссии, политик получил незаконные гонорары за издание своей книги «Размышления публичного человека». Также было установлено, что и жена спикера пошла на нарушения законодательства при приеме на работу, чтобы избежать ограничения на льготы и подарки. Кроме того, СМИ раскрутили скандал 16-летней давности, когда главный помощник спикера, Джон Мак, обвинялся в жестоком нападении на женщину по имени Памелла Смол. Он был признан виновным и приговорен к пятнадцати годам лишения свободы, однако благодаря усилиям конгрессмена через 27 месяцев приговор был заменен на условный. Аналитик Майкл Паренти связал атаку на спикера-демократа с его жесткой позицией по вопросам расследования незаконных поставок оружия никарагуанским контрас администрацией Рейгана в 1980-х годах. Другие исследователи связывают эти события с вовлеченностью политика в масштабный Ссудо-сберегательный кризис, который привел к неплатежеспособности Федеральной корпорацией страхования сбережений и ссуд (FSLIC). В результате правительство США потратило $124 миллиарда долларов налогоплательщиков и ликвидировало 747 неплатежеспособных S&Ls, учредив для этого Трастовую корпорацию по урегулированию. Серия скандалов показала, что политическая коррупция была одной из причин кризиса ссудо-сберегательных учреждений. Якобы спикер пытался помешать расследованию махинаций.
После своей отставки преподавал в качестве приглашенного профессора в Техасском христианском университете.
В ноябре 2013 г. Департаментом общественной безопасности Техаса он был лишен удостоверения избирателя, так как не принес вовремя необходимые документы. Бывший спикер обратился к общественности в письмом, в котором указал, что существующее законодательство ограничивает право пожилых избирателей на участие в выборах.